# Trop la classe ! (série télévisée, 2006)
Cet article concerne la série télévisée française. Pour la série télévisée américaine, voir Trop la classe ! (série télévisée, 2007).
Trop la classe ! est une série télévisée française en 172 épisodes de 6 minutes adaptée de la série italienne Quelli dell'Intervallo et diffusée entre 2006 et 2010 sur Disney Channel France.

## Synopsis
Par le biais d'une caméra unique, cette série suit le quotidien d'une dizaine de collégiens au moment des récréations et des interclasses (six minutes de pause). Nous voyons les protagonistes vivre et commenter, sur le ton de la comédie, leurs problèmes de tous les jours : relations entre préados, premiers flirts, les profs, les devoirs, la vie du collège, les parents, etc. L'action de la série prend place dans le hall du collège Lafontaine.

## Distribution
- Grégoire Gempp : Théo (saisons 1 et 2)
- Emmanuel Garijo : Vincent
- Manon Azem : Dunk
- Marieke Bouillette : Valentine
- Paul Alexandre Bardela : Spy
- Sophie Chen : Jeanne (saison 1)
- Guilhem Simon : Prem's
- François Civil : Dread
- Nina Mélo : Charlotte
- Côme Levin : Nico
- Garance Mazureck : Cléo (saisons 1 et 2)
- Cerise Bouvet : Nina
- Gauthier Battoue : Thomas (à partir de la saison 2)
- Juliette Lopes Benites : Juliette (à partir de la saison 2)
- Théo Sentis : Hugo (à partir de la saison 3)
- Marine Kailey : Marine (à partir de la saison 3)
- Théo Dionet : Logan (à partir de la saison 3)
- Laurence Jeanneret : Mlle Plantard (à partir de la saison 3)
- Pierre-Jean Arsigny : Romain (saison 3)
- Shaby : Alice (saison 3)

## Fiche technique
- Réalisation : 
  - Saison 1 : Dimitri Bodiansky et Vincent Sacripanti
  - Saison 2 : Dimitri Bodiansky
  - Saison 3 : Dimitri Bodiansky, Johan Chiron, Lionel Smila
  - Saison 4 : Dimitri Bodiansky, Johan Chiron
- Direction de la Photo : Pascal Baillargeau

## Épisodes

### Première saison (2006-2007)
1. J'ai piscine
2. La File d'attente
3. Elections
4. Cher Journal
5. Show Case
6. Ratissage large
7. Dunk, le retour
8. Radio Clash
9. Ô Roméo
10. Beau Gosse
11. Tour de garde
12. Le Signe porte-bonheur
13. Rendez-vous chez le principal
14. Jeux de Rôles
15. Sur écoute
16. Miss collège
17. Savoir faire rire
18. Hypnose
19. Mauvais Haleine
20. Fils à Papa
21. La Boum
22. Réactions en chaîne
23. Ça colle pas
24. La Voyante
25. Le Plâtre
26. Tête à Toto
27. Le Look qui tue
28. Info intox
29. La photo de classe
30. Perdre face sans piles
31. Ça l'affiche mal
32. Des promesses...
33. Menteur menteur
34. Jalousie
35. La Nouvelle
36. Jalouse, moi non plus
37. Quitte ou double
38. Hors Jeu
39. Côté obscur
40. Pris en flag !
41. Tes paupières sont lourdes.
42. Lettre à Dunk
43. Même pas froid, d'abord...
44. Indélébile
45. Commerce équitable
46. J'ai fait un rêve...
47. Poisson d'avril
48. Saint Valentine
49. Amnésie
50. Zizanie
51. Au secours !
52. Le candidat

### Deuxième saison (2007-2008)
1. La projo [1/2]
2. La projo [2/2]
3. Mais où est Dread ?
4. Code d'honneur
5. Oui qui ?
6. Footval
7. La coupe
8. Le conseil de classe
9. Panne de réseau
10. Nouveau message
11. Le déménagement
12. Le boulet
13. Le tonbou
14. Une journée en enfer
15. Le tattoo
16. Le bronzé
17. Sauvez Vincent
18. Vis ma vie
19. Petits secrets entre amis
20. Mise en scène
21. Pari stupide
22. Le retour des poux
23. L'expo
24. Surprise !!!
25. Speed dating
26. Petits cadeaux
27. L'experte
28. Mon bel uniforme
29. Interro Surprise
30. Le rencard
31. Abracadabra
32. La boîte de nuit
33. Les records
34. L'Echange
35. Prince charmant
36. Pas les habits !
37. Et 8 qui font 8...
38. La punition

### Troisième saison (2008-2009)
1. C'est fini entre nous!
2. Pénalty
3. Une star au bahut
4. Bollywood
5. Je suis méchant!
6. Blablabla...
7. Prêtes-moi ta sœur
8. Les cafards géants
9. 3 étoiles
10. Passion secrète
11. Star System
12. La cause animale
13. Trop mimi!
14. Love Edito
15. Pompier volontaire!
16. Chifoumi-Man
17. La chansonnette
18. Moi je sais...
19. Cinéma, cinéma...
20. Fais la poule!
21. Expo universeule
22. Instincts primaires...
23. Le coup de fil
24. C'est qui le plus drôle ???
25. La binoclarde
26. L'horreur...
27. L'art du copiage
28. Après toi!
29. Coincée...
30. Le couple
31. Tu m'offres quoi ?
32. Voleuse!
33. Guitare & Co
34. La journée de la femme
35. Attention travaux !
36. Le sélectionneur
37. Club dégustation
38. L'arroseur arrosé
39. Faut qu'ça cesse
40. Les journalistes
41. On va gagner!
42. La nouvelle Juliette
43. Esprit es-tu là ?
44. Hoquet!
45. Le trombone rouge
46. Faut qu'ça rime
47. Bon anniv' Spy
48. C'est écrit quoi ?
49. L'invité mystère
50. L'extraterrestre
51. Combat des chefs
52. Le prénom

### Quatrième saison (2009-2010)
1. Beauté intérieure
2. Mission impossible
3. Muette
4. Vinco
5. La Fête de la Zik
6. Prem's in love
7. Les choristes
8. Pub
9. Mascotte versus Mascotte
10. Puristes
11. La p'tite Anglaise
12. Coaching
13. Green Business
14. Spy de mes rêves
15. Pouvoir magique
16. Vinyle.com
17. Le Mariage
18. Fair-Play
19. École à vendre!
20. Magic Dunk
21. V.I.P
22. Quand j'étais petite...
23. Le danseur
24. Pot de colle
25. Tel est pris...
26. Goooaaal!!!
27. Monsieur Écologie
28. Le concert [1/2]
29. Le concert [1/2]
30. La rumeur

## Série dérivée
Une série dérivée intitulée Trop la classe café ! a été commandée par Disney Channel France. Nico, Dunk, Val et des nouveaux personnages évoluent dans un tout autre univers : leur premier job.
Cette série est diffusée à partir du 14 septembre 2011 sur Disney Channel.